# Теракт в Стамбуле (1999)
Теракт в Стамбуле в 1999 году — серия из двух взрывов, прогремевших в турецком городе Стамбул 13 марта и 14 марта 1999 года, согласно данным, в результате первого взрыва погибло 13 человек, в результате второго — 2 получили ранения. Третья бомба, была найдена в районе ресторана Burger King и успешно обезврежена.

## История
13 марта 1999 года, в переполненном торговом центре была взорвана самодельная зажигательная бомба, в результате взрыва погибло 13 человек.
14 марта, взорвалась вторая бомба, подложенная под грузовик, в результате взрыва, пострадало 2 человека, один из пострадавших — лицо подозреваемое в установке бомбы, второй — солдат. Взрывное устройство сработало в 19:50 по местному времени (17:50 GMT).